# 西灣河市政大廈

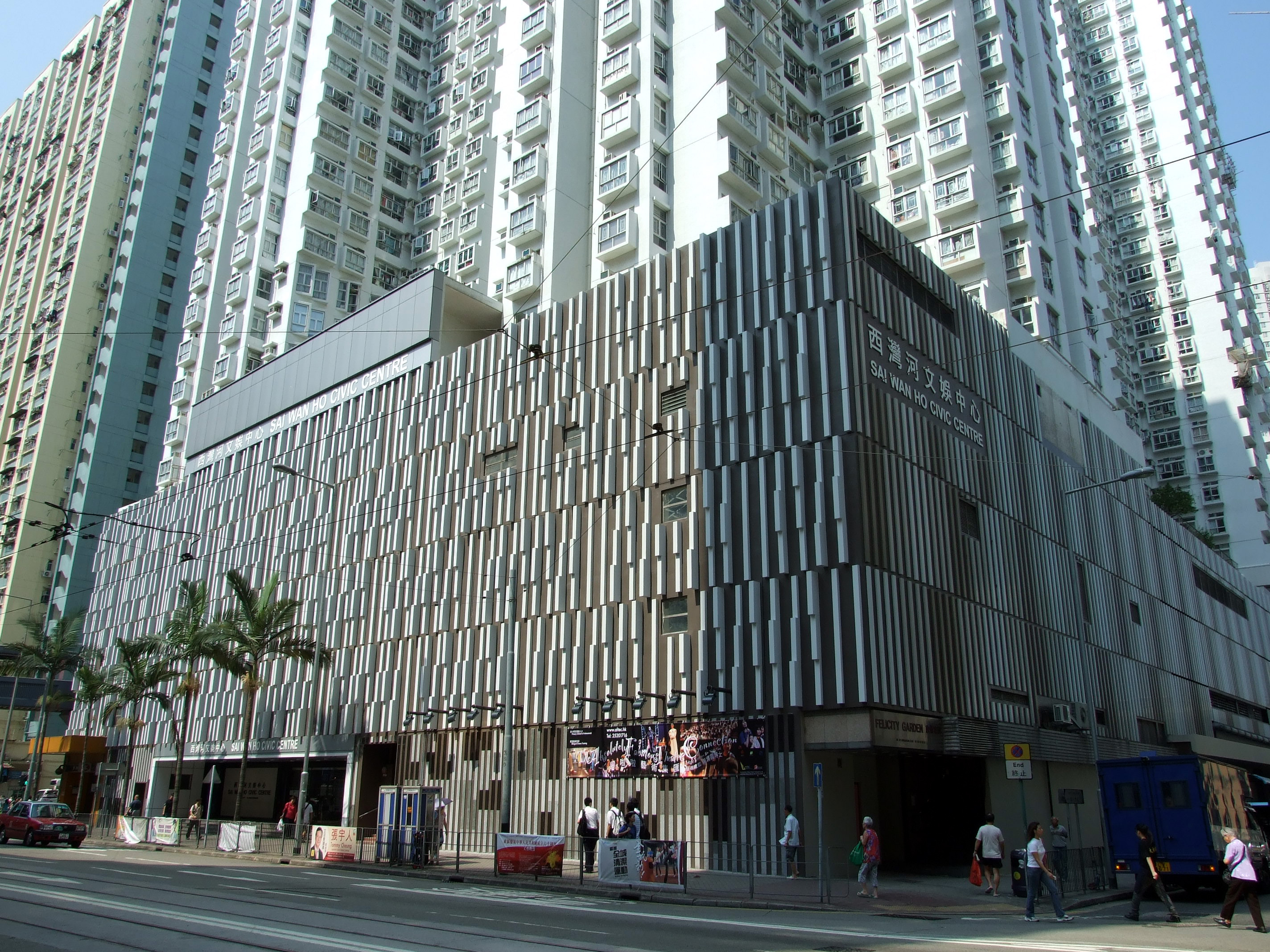
西灣河市政大廈和西灣河文娛中心，上層為欣景花園第3座

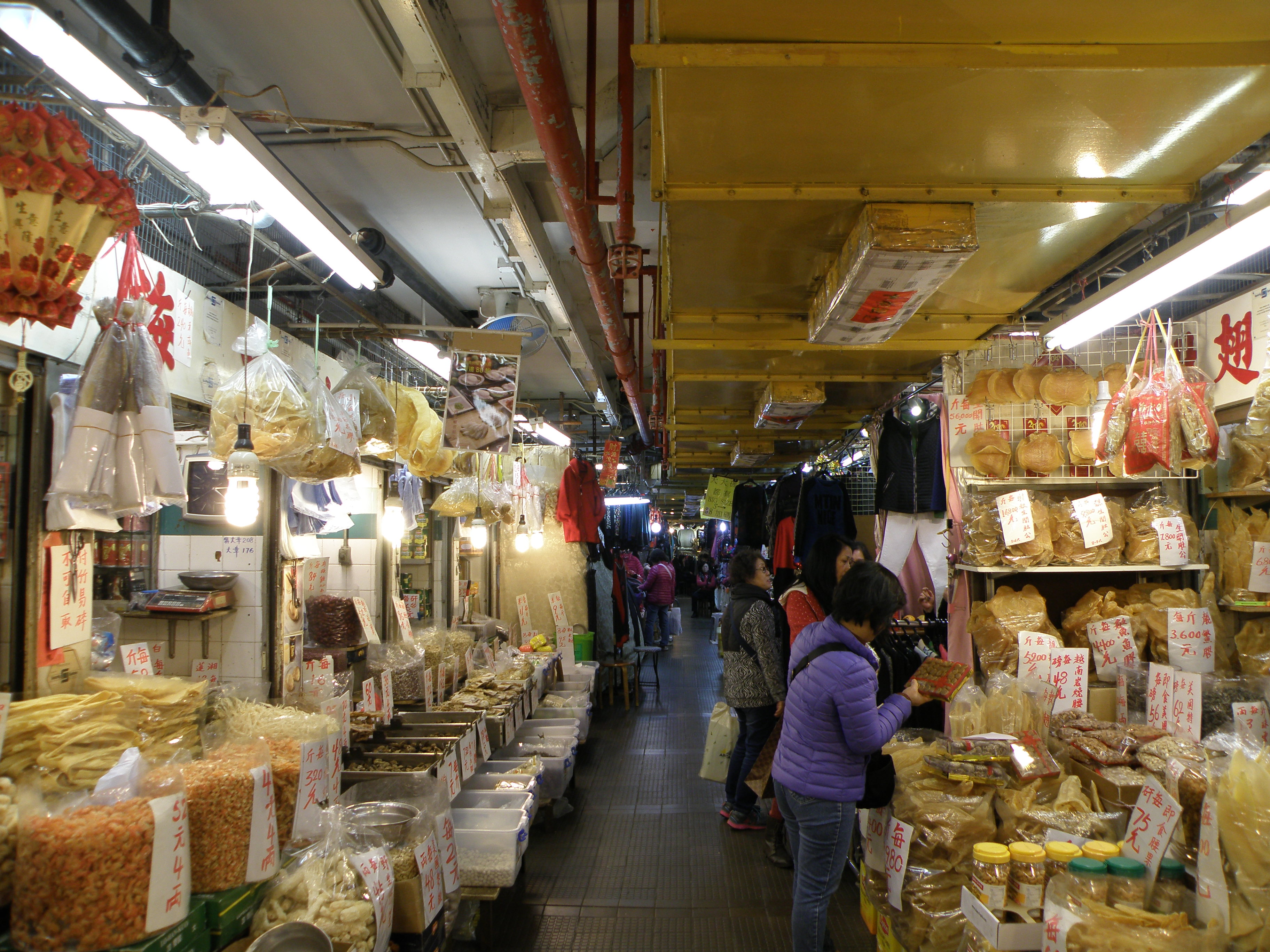
西灣河街市

西灣河市政大廈（英語：Sai Wan Ho Municipal Services Building）是位於香港島東區西灣河的一座多用途的市政大樓，設有街市、政府辦公室及體育館等設施，地址為筲箕灣太安街12號。市政大廈位於港鐵西灣河站上蓋，私人屋苑欣景花園第3座之下。

## 設施
- 西灣河文娛中心
- 西灣河街市
- 西灣河體育館（港島東）